# Hypoponera bondroiti
Hypoponera bondroiti är en myrart som först beskrevs av Auguste-Henri Forel 1911.  Hypoponera bondroiti ingår i släktet Hypoponera och familjen myror. Inga underarter finns listade i Catalogue of Life.